# Relaciones Chile-Omán
Las relaciones Chile-Omán son las relaciones internacionales entre la República de Chile y el Sultanato de Omán.

## Historia

### SigloXX
Las relaciones diplomáticas entre Chile y Omán fueron establecidas el 23 de febrero de 1976.

## Relaciones comerciales
En 2021, el intercambio comercial entre ambos países ascendió a los 45 millones de dólares estadounidenses, lo que supuso un -6,8% de crecimiento promedio anual en los últimos cinco años. Los principales productos exportados por Chile fueron madera de pino insigne, manzanas frescas y uvas frescas, mientras que Omán exportó mayoritariamente urea y aceite de pescado.

## Misiones diplomáticas
- La Embajada de Chile en Egipto concurre con representación diplomática a Omán.[3] Asimismo, Chile cuenta con un consulado honorario en Mascate.[4]
- La embajada de Omán en Brasil concurre con representación diplomática a Chile.[3]